# Alex Solís
Alex O. Solis (San Carlos, Panamá Oeste, 25 de marzo de 1964) es un jockey panameño. Obtuvo su gran oportunidad y su primera prominencia nacional cuando ganó el Preakness Stakes de 1986 con Snow Chief. En 2014, fue elegido miembro del salón de la fama de las carreras de caballos y el 1 de enero de 2015 se convirtió en el jinete número 29 en la historia de América del Norte en lograr 5.000 victorias.

## Carrera
Creció pobre en una granja en San Carlos, Panamá, donde pasaba mucho tiempo rodeado de caballos. Visitó una pista de carreras por primera vez cuando tenía 13 años y a los 14 ya estaba matriculado en una escuela de jockey. Después de dos años en la escuela de jockey y tras convertirse en el principal aprendiz de jockey de Panamá, llegó a Estados Unidos en 1982 con sólo 700 dólares y no hablaba inglés. Comenzó su carrera estadounidense en Calder Race Course en Florida, donde rápidamente logró el éxito en las carreras y recibió el sobrenombre de El Maestrito. Dijo a los entrevistadores que trabajó para mejorar su inglés viendo televisión y escuchando música. La primera vez que Solís participó en el Derby de Kentucky en 1983 con una apuesta arriesgada llamada Current Hope, no logró ganar dinero. Volvió a montar el Derby en 1986 con Snow Chief, que había ganado el Derby de Santa Anita y era el favorito de la mañana, pero nuevamente terminó muy atrás. El caballo y el jinete continuaron con el Preakness Stakes ese año, marcando la única victoria de Solís hasta la fecha en una carrera de la Triple Corona estadounidense. Fue tercero en el Derby de 1991 con Mane Minister, y también tercero en el Belmont Stakes con el mismo caballo. Solís terminó segundo en el Derby de Kentucky y tercero en el Preakness con Captain Bodgit en 1997, segundo en el Derby con Victory Gallop en 1998 y segundo tanto en el Derby como en el Belmont con Aptitude en 2000. Su primera victoria en la Breeders' Cup fue en la Breeders' Cup Sprint de 2000 en Kona Gold. Ganó dos carreras de la Breeders' Cup en 2003 con Johar (que terminó empatado) en Breeders' Cup Turf y la Breeders' Cup Classic en Pleasantly Perfect, ambas entrenadas por Richard Mandella. Terminó 2003 en el cuarto lugar a nivel nacional en ganancias monetarias con $ 16,304,252, la mejor cifra de su carrera.

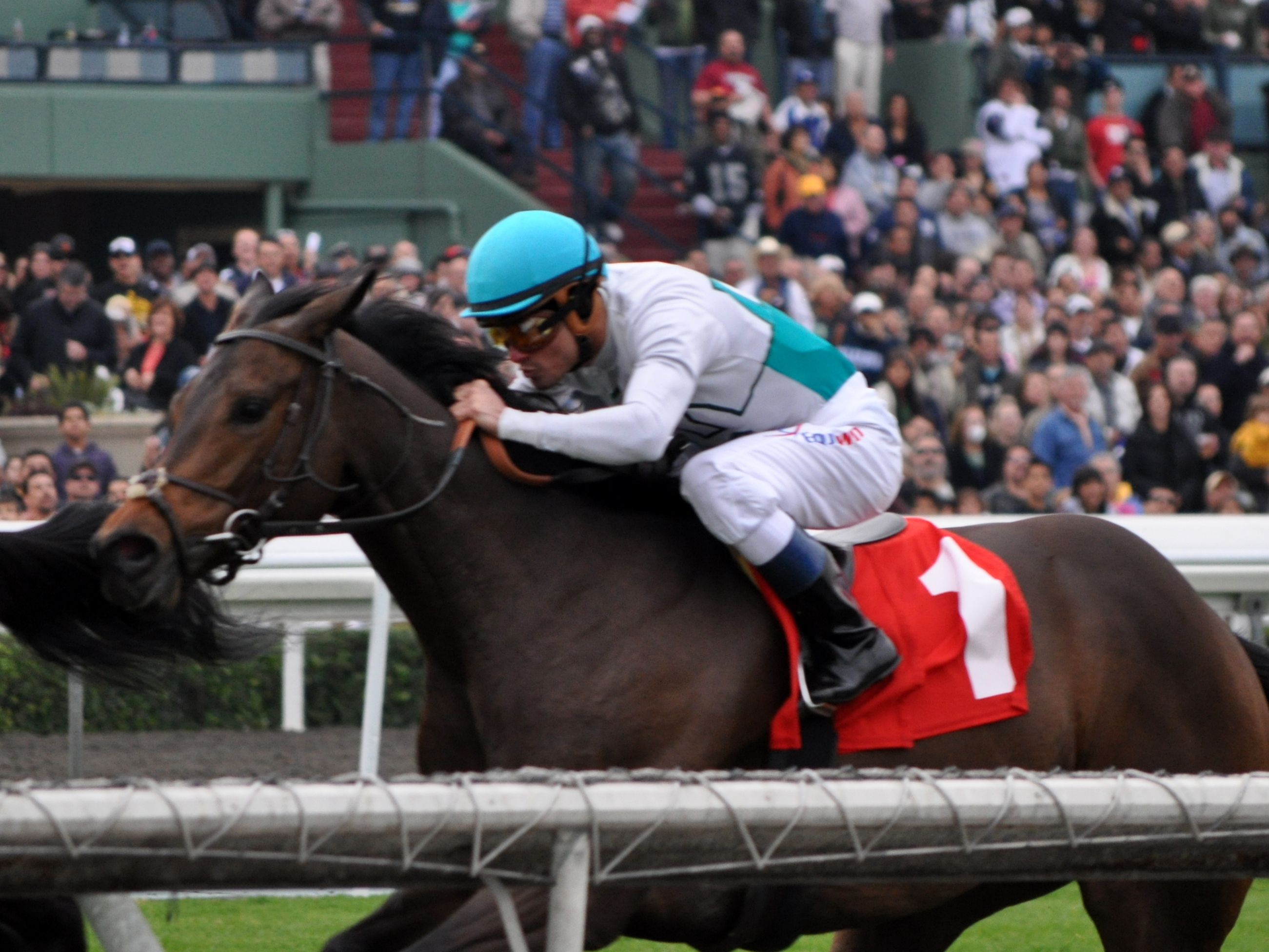
Solís sobre Leandros, Parque Santa Anita, 2009

 Ganó la Copa del Mundo de Dubái 2004 con Pleasantly Perfect, y el Derby de Santa Anita de 2006 a bordo del hermano Derek. En 2010, Solís montó a Mandurah para lograr un nuevo récord mundial de una milla sobre césped en Monmouth Park, 1:31.23, rompiendo el récord anterior de 1:31.41 establecido por Mister Light en 2005 en Gulfstream Park. Su hijo, Alex Solís II, nacido en 1984, se convirtió en agente de sangre cuando tenía 20 años y posee varios caballos de carreras, algunos de los cuales su padre ha montado en carreras. En 2009, Solís ganó el Sham Stakes a bordo de The Pamplemousse, un caballo que era propiedad parcial de Alex II, y en 2012 montó a la potra Irish Mission hacia la victoria en el césped de Woodbine para capturar el Breeders' Stakes. La victoria marcó su primera victoria en una carrera de la Triple Corona canadiense.La lesión más grave de Solís fue una fractura en la espalda en 2004, cuando estuvo fuera ocho meses después de una cirugía que incluyó dos varillas de titanio y ocho tornillos. También se ha roto rodillas, dedos de manos y pies, costillas y la pierna izquierda. Fue uno de los jockeys que aparecen en el reality documental de Animal Planet de 2009, algo que disfrutaba hacer, pero sentía que el producto final no retrataba con precisión la vida de un jockey. Comentó: "Le pusieron más dramatismo, o un tipo diferente de dramatismo, a las carreras de caballos. El deporte ya está lleno de dramatismo con todas las dificultades por las que tienen que pasar los jinetes, como romperse huesos. Así que no necesitaban añade más dramatismo". En 2002, Solís fue incluido en el Salón de la Fama del Hipódromo de Calder. Fue elegido para el Salón de la Fama del Museo Nacional de Carreras en 2014 y obtuvo su victoria número 5.000 en carreras norteamericanas en el Parque Santa Anita el 1 de enero de 2015, convirtiéndose en el jinete número 29 en la historia de América del Norte en hacerlo. Su victoria número 5.000 se produjo en un caballo llamado Lutine Belle, propiedad en parte del entrenador Jerry Hollendorfer y en parte del hijo de Solís, Alex II. El 30 de abril de 2015, Solís fue nombrado por el gobernador Jerry Brown para la Junta de Carreras de Caballos de California para ocupar el puesto que dejó vacante Bo Derek. Su nombramiento debe ser confirmado por el Senado estatal. Planea seguir montando a caballo mientras sirva en la junta. El 26 de noviembre de 2017 anunció su retiro de la equitación. Alex Solís tiene un hijo llamado Austin que también es jockey.